# Chinois classique
Le chinois classique (chinois : 古文 ; pinyin : gǔwén ; litt. « ancienne langue écrite ») est une forme traditionnelle de la langue chinoise écrite fondée sur la grammaire et le vocabulaire d'états anciens de la langue chinoise, ce qui en fait une langue écrite différente de toute langue chinoise écrite contemporaine.
Le terme désigne parfois le chinois littéraire (chinois : 文言文 ; pinyin : wényánwén ; litt. « langue littéraire »), généralement considéré comme la langue qui a succédé au chinois classique. Cependant, la distinction entre d'une part le chinois classique et le chinois littéraire est floue.
Le chinois classique ou littéraire écrit à l'attention des Coréens est connu sous le nom de hanmun ; pour les Japonais, il s'agit du kanbun ; au Viêt Nam, c'est le hán văn (tous trois écrits 漢文, « langue écrite des Hans »).
La distinction entre d'une part le chinois classique et le chinois littéraire est floue. Le chinois écrit classique fut utilisé jusqu'au début du XXe siècle dans tous les écrits formels en Chine, mais également au Japon (partiellement), en Corée et au Viêt Nam. Parmi les Chinois, le chinois écrit classique a désormais été largement remplacé par le chinois écrit contemporain (白話, báihuà), un style sensiblement plus proche du chinois mandarin parlé, alors que par ailleurs les locuteurs non sinophones ont désormais pratiquement abandonné le chinois classique au profit de langues vernaculaires locales.

## Définitions
Bien que les expressions chinois classique et chinois littéraire soient généralement considérées comme équivalentes, il convient cependant de quelque peu les nuancer. Les sinologues ont tendance à les considérer comme deux choses différentes, le chinois classique étant considéré comme un état plus ancien de la langue écrite.
Selon diverses définitions académiques, le chinois classique (古文, gǔwén, « ancienne écriture » ; ou plus littéralement 古典漢語 gǔdiǎn hànyǔ « écriture classique des Hans ») renvoie à la langue chinoise écrite du premier millénaire avant notre ère : de la dynastie Zhou, et en particulier à la Période des Printemps et des Automnes, jusqu'à la fin de la dynastie Han. Le chinois classique est dès lors la langue utilisée dans nombre des livres chinois classiques de référence, tels les Entretiens de Confucius, le Mencius et le Dao De Jing (la langue de textes plus anciens, tels le Classique des vers, est parfois appelé chinois archaïque).
Le chinois littéraire (文言文, wényánwén, « écriture littéraire », ou plus couramment simplement 文言 wényán) est la forme du chinois écrit utilisée entre la fin de la dynastie Han jusqu'au début du XXe siècle, quand il fut remplacé dans les écrits par le chinois écrit vernaculaire (baihua). Le chinois littéraire diverge davantage des dialectes chinois que le chinois classique, ayant évolué à travers les époques de façon de plus en plus divergente de la langue chinoise parlée. Cependant, le chinois littéraire est essentiellement basé sur le chinois classique, et les personnes écrivant en chinois littéraire n'hésitaient pas à reprendre des éléments du chinois classique dans leur chinois littéraire. Ces deux formes écrites sont toujours restées relativement proches, même si le chinois littéraire a divergé de sa source au cours des siècles.
Cette situation, l'usage de chinois littéraire comme langue commune entre la Chine, le Japon, la Corée et le Vietnam, peut être comparée à celle de l'usage universel de la langue latine qui a subsisté (notamment dans les milieux universitaires) malgré l'apparition locale des langues romanes, ou encore à la situation actuelle de l'arabe classique et de ses variétés locales. Les langues romanes ont continué à évoluer, influençant les textes latins qui leur étaient contemporains, si bien qu'au Moyen Âge, la langue latine incluait diverses adaptations nouvelles qui auraient posé un problème aux Romains. Il en devint de même de la langue grecque. La coexistence du chinois classique avec les langues locales de la Corée, du Japon, du Vietnam peut être comparée à l'utilisation de la langue latine en des pays n'utilisant pas de langue dérivée du latin, telles les langues germaniques, les langues slaves, ou à la place de l'arabe en Inde ou en Perse.

## Prononciation

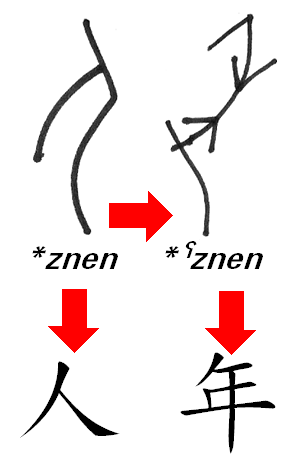
La forme caractère petit sceau pour « récolte » (qui signifiera plus tard « année ») vient probablement du caractère « personne ». Une prononciation hypothétique de ces caractères expliquerait cette ressemblance.

Les sinogrammes ne sont pas une écriture alphabétique, et leur évolution ne reflète pas l'évolution de la prononciation. Les tentatives de reconstruction du chinois archaïque oral restent extrêmement difficiles. Le chinois classique n'est dès lors pas lu en tentant de le faire avec la prononciation prévalant à l'époque, qui reste hypothétique. Les lecteurs utilisent généralement la prononciation qui est celle de la langue dans laquelle ils s'expriment habituellement (mandarin, cantonais…) ; ou encore, pour certaines langues chinoises telles le minnan, avec une série de prononciations standards prévues pour le chinois classique, hérités d'usages anciens. En pratique, toutes les langues chinoises combinent ces deux techniques, le mandarin et le cantonais par exemple utilisant pour certains caractères des prononciations anciennes ou typées, mais généralement pour d'autres la prononciation contemporaine.
Les lecteurs coréens, japonais, ou vietnamiens du chinois classique utilisent des prononciations propres à leur langue. Ils ont fréquemment pour chaque caractère une prononciation phonétique chinoise, dérivé du chinois avec les contraintes de prononciation de leur propre langue, et une prononciation dite sémantique, ou le sens chinois est conservé, mais la prononciation est propre à la langue. Par exemple, les Japonais les prononcent on'yomi (音読み, sonore), divisée en kan-on (漢音), provenant de la prononciation de la dynastie Tang et go-on (呉音), provenant des langues Wu (situées à Shanghai et provinces du Jiangsu et Zhejiang, dans l'ancien Royaume de Wu), et kun'yomi (prononciation avec des termes typiquement japonais, en conservant toutefois le sens chinois). Le terme kanji est par exemple la prononciation on'yomi du terme caractère han, prononcé hanzi en mandarin moderne. En vietnamien, la prononciation Hán Việt (漢越) est la prononciation à la chinoise, sino-vietnamienne, et la prononciation Nôm est d'origine vietnamienne.
Le Kanbun, un système spécifique pour exprimer le chinois classique et littéraire, est également utilisé.
Depuis que la prononciation du chinois archaïque ou d'autres formes historiques du chinois oral (telle le chinois médiéval) ont été perdues, des textes et des caractères qui les composaient ont depuis perdu leurs rimes et leur poésie (plus fréquemment en mandarin qu'en cantonais). La poésie et l'écriture basées sur les rimes ont dès lors moins de cohérence et de musicalité qu'à l'époque de leur composition. Cependant, certaines caractéristiques des dialectes modernes semblent plus proches du chinois archaïque ou médiéval, de par la préservation du système de rimes. Certains pensent que la littérature wenyan, en particulier sa poésie, est mieux préservée lorsqu'elle est lue en certains dialectes, qui seraient plus proche de la prononciation du chinois archaïque. Il s'agit essentiellement de langues issues du sud de la Chine, telles le cantonais ou le minnan.
Un autre phénomène important qui apparaît à la lecture du chinois classique est l'homophonie, soit des mots à la signification et éventuellement à l'écriture différente, qui se prononcent d'une même façon. Jusqu'à plus de 2 500 ans de changement de prononciation séparent le chinois classique des langues chinoises parlées de nos jours. Dès lors, de nombreux caractères qui avaient à l'origine une prononciation différente sont depuis devenus homophones, en une langue chinoise, ou encore en vietnamien, coréen ou japonais. Il existe un célèbre essai de chinois classique écrit au début du XXe siècle par le linguiste Y. R. Chao appelé Le Poète mangeur de lions dans son repaire de pierre qui illustre ce phénomène. Le texte est parfaitement compréhensible lorsqu'on le lit, mais il ne comprend que des caractères qui se prononcent désormais tous shi (avec les quatre tons du mandarin : shi¹, shi², shi³ et shi⁴), ce qui le rend incompréhensible à l'audition. Le chinois littéraire, de par sa nature de langue écrite employant une écriture logographique, s'accommode d'autant plus facilement d'homophones, qui ne pose pas de problème par le vecteur écrit traditionnel, mais qui devait s'avérer source d'ambigüité à l'oral, y compris pour les locuteurs de la langue orale archaïque.
La situation est similaire à celle de certains mots d'autres langues qui sont homophones, tels par exemple en français « saint » (latin : sanctus) et « sein » (latin : sinus). Ces deux mots ont une même prononciation, mais des origines différentes, ce qui est rendu par la façon dont ils sont écrits ; ils avaient cependant à l'origine des prononciations différentes, dont l'écrit est une trace. L'orthographe française n'est ancienne que de quelques centaines d'années et rend pour part compte de prononciations anciennes. L'écriture chinoise est par contraste vieille de plusieurs millénaires, et logographique, et les homographes sont dès lors sensiblement plus présents que dans les écritures de langues basées sur la prononciation.

## Grammaire et lexique
Le guwen plus encore que le wenyan se distingue du baihua par son style qui apparaît comme extrêmement compact pour les locuteurs chinois modernes, et utilisant un vocabulaire différent. Pour ce qui est de la concision et du caractère compact, par exemple, le guwen utilise rarement des mots de deux caractères, ils sont pratiquement tous d'une seule syllabe. Ceci tranche fortement avec le chinois moderne où les mots de deux caractères constituent une bonne part du lexique. Le chinois littéraire a aussi généralement plus de pronoms que la langue moderne. Le mandarin en particulier n'utilise qu'un seul pronom pour la première personne (« Je », « moi »), alors que le chinois littéraire en a plusieurs, dont plusieurs pour des usages honorifiques, et d'autres pour des usages spécifiques : (première personne collective[Quoi ?], première personne possessive, etc.).
Ce phénomène existe notamment parce que des mots polysyllabiques évoluent en chinois pour lever des ambigüités homophones. Ceci est similaire en anglais au phénomène pen/pin merger (en) du sud-États-Unis. Parce que les sons sont proches ou qu'ils ont fusionné, il peut y avoir une confusion, ce qui entraîne l'ajout régulier d'un terme permettant de lever l'ambigüité, par exemple « writing pen » et « stick pin ». De même, le chinois moderne a vu apparaître de nombreux mots polysyllabiques pour lever les ambigüités sur les mots monosyllabiques homophones, qui apparaissent aujourd'hui comme des homophones, mais qui ne l'étaient pas par le passé. Depuis que le guwen se veut ostensiblement une imitation du chinois archaïque, il a tendance à faire disparaître tout mot plurisyllabique présent en chinois moderne. Pour la même raison, le guwen a une forte tendance à omettre les sujets, les verbes, les objets, etc., quand ceux-ci sont compris d'une façon ou d'une autre, ou qu'ils peuvent être inférés, tendant vers une simplicité et une optimalisation de la forme ; le guwen n'a par exemple développé de pronom neutre (le « it » en anglais en tant que sujet) que très tardivement. Une phrase comprenant vingt caractères en baihua n'en comprend souvent que quatre ou cinq en guwen[réf. nécessaire].
Il existe également des différences pour le classique, en particulier pour les particules grammaticales, aussi bien que pour la syntaxe.
En plus des différences grammaticales et de vocabulaire, le guwen se distingue par des différences littéraires et culturelles : il y a une volonté de maintenir un parallélisme et un rythme, même dans les œuvres en prose, et une utilisation importante d'allusions culturelles[Lesquelles ?].
La grammaire et le lexique du chinois classique sont également quelque peu différents entre le chinois classique et le chinois littéraire. Par exemple, la montée de 是 (mandarin moderne shì) en tant que copule (« être ») plus que comme un démonstratif de proximité (« ce ») est typique du chinois littéraire. Ce dernier a également eu tendance à utiliser davantage les combinaisons de deux caractères que le classique.

## Apprentissage et utilisation
Le wenyan fut la seule forme utilisée pour les œuvres littéraires chinoises jusqu'au Mouvement du 4 mai, et fut également fort utilisée au Japon et en Corée. Ironiquement, le chinois classique fut employé pour écrire le Hunmin Jeongeum, ouvrage visant à promouvoir l'alphabet coréen moderne (le hangeul), ainsi que pour un essai de Hu Shi dans lequel il s'opposait au chinois classique et en faveur du baihua. Parmi les exceptions aux textes écrits en wenyan figuraient quelques nouvelles en chinois vulgaire dont Le Rêve dans le pavillon rouge, considéré comme populaire à l'époque.
De nos jours, le véritable wenyan est parfois utilisé lors de cérémonies ou en des circonstances formelles. L'Hymne national de la République de Chine (Taïwan) par exemple, est écrit en wenyan. En pratique, il y a un continuum accepté entre le baihua et le wenyan. Par exemple, de nombreuses mentions et de formules de politesse comprennent des expressions typiques wenyan, un peu à l'exemple de certains usages contemporains du latin dans la langue française (tels es, ad interim, mutatis mutandis, deus ex machina). Les lettres personnelles et informelles comprennent davantage de baihua, si ce n'est en certains cas quelques expressions wenyan, ce suivant le sujet ou le niveau d'éducation du destinataire et de la personne qui écrit, etc. Une lettre entièrement écrite en wenyan pourrait paraître vieille Chine, voire prétentieuse, mais pourrait en impressionner certains.
La plupart des personnes ayant suivi une scolarité du niveau secondaire sont en principe à même de lire quelque peu le wenyan, parce que cette capacité (de lire, mais pas d'écrire) relève de l'enseignement secondaire inférieur et supérieur chinois, et des matières faisant l'objet de contrôles et d'examens. Le wenyan est généralement présenté par un texte classique en cette langue, accompagné d'un glossaire explicatif baihua. Les tests consistent généralement en une version d'un texte en wenyan vers le baihua, parfois avec des choix multiples.
De plus, de nombreux travaux littéraires en wenyan (tels ceux de poésie Tang) ont une importance culturelle majeure. Malgré cela, même avec une bonne connaissance de son vocabulaire et de sa grammaire, le wenyan peut être difficile à comprendre, même par des personnes de langue maternelle chinoise et maîtrisant l'écrit contemporain chinois, à cause des nombreuses références littéraires, des allusions et du style concis.

## Code
- Code de langue IETF : lzh